# Црни лабудови (специјална јединица)
Црни лабудови је била паравојна формација и специјална јединица у Армији Републике Босне и Херцеговине. То је била јединица Патриотске лиге основана 1992. године у Сапни у саставу 2. корпуса (касније 1. корпуса), која је бројала око 800 људи. Била је то једна од неколико муслиманских јединица. Први командант Мехдин Хоџић био је члан специјалне антитерористичке јединице министарства унутрашњих послова СФРЈ, када је преузео команду над Црним лабудовима постао је познат као „Капетан Лабуд”. Након њега је команду преузео капетан Хајро Мешић. Посљедњи командат, и најуспјешнији, био је бригадир Хасе Тирић. Подручје дјеловања је била област Коњица, Игмана и Јабланице. Припадници јединице су носили црне униформе са обиљежјима јединице и АРБиХ на рукавима.